# محرك الإبصار

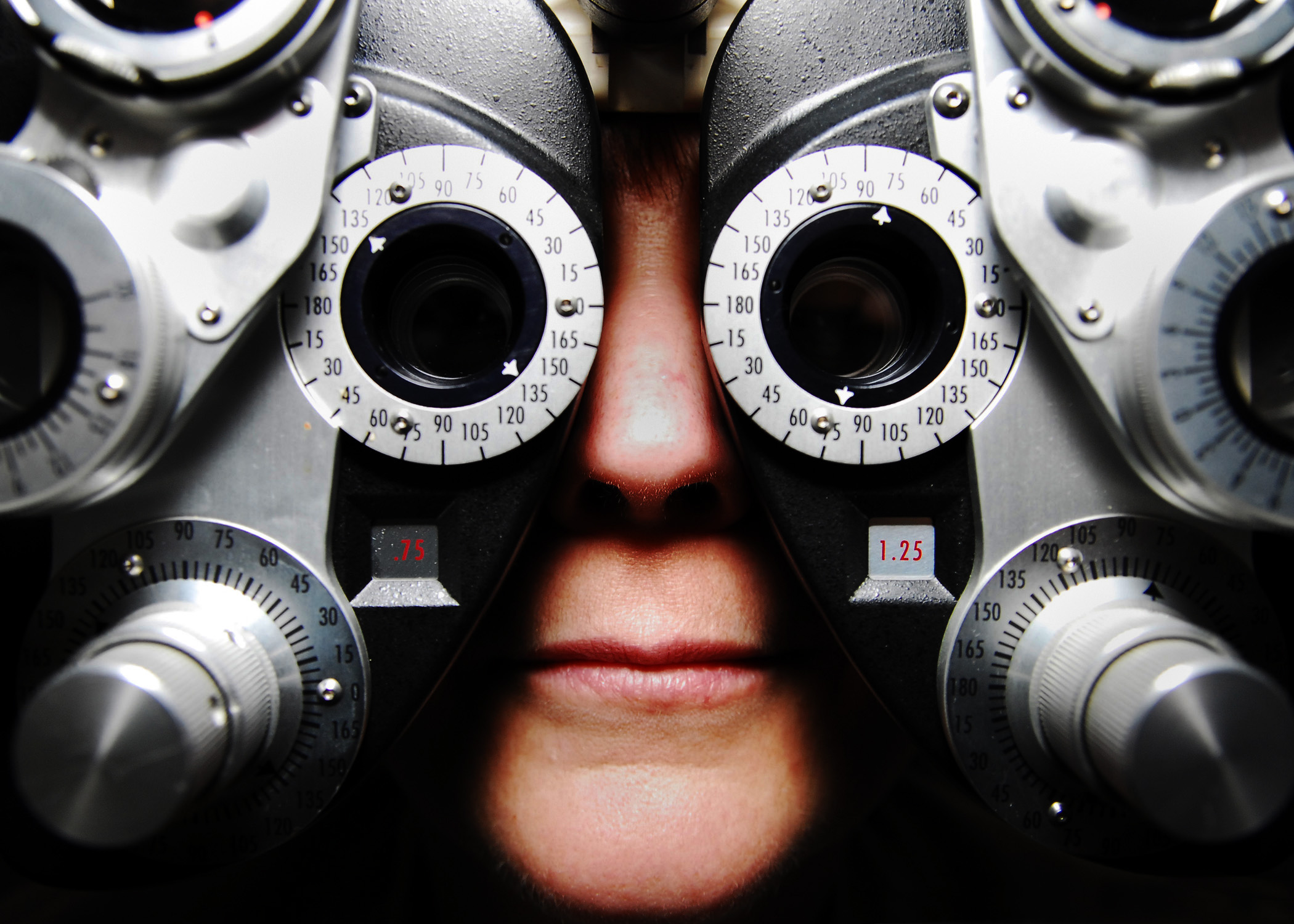
محرك الإبصار

مقياس الاحولال أو محرك الإبصار[بحاجة لمصدر] (بالإنجليزية: Phoropter)‏ هو جهاز لاختبار العيون، ويُعرف أيضًا باسم الكاسِر (بالإنجليزية: Refractor)‏ ويستخدمه عادةً أخصائي العناية بالعيون خلال فحص العين ويحتوي على عدسات مختلفة تستخدم لانكسار العين أثناء اختبار الرؤية، ولقياس خطأ الانكسار للفرد وتحديد وصفة طبية له.

### معلومات المراجع الكاملة
- محمد هيثم الخياط (2009). المعجم الطبي الموحد: إنكليزي - فرنسي - عربي (بالعربية والإنجليزية والفرنسية) (ط. الرابعة). بيروت: مكتبة لبنان ناشرون، منظمة الصحة العالمية. ISBN:978-9953-86-482-2. OCLC:978161740. QID:Q113466993.